# Henry Sténson
Henry Örjan Sténson, född 10 juni 1955, är en svensk moderat politiker, informationschef och pr-konsult.

## Biografi
Sténson har varit informationsdirektör på företag som Saab Aircraft AB, Ericsson, SAS och Volvo Flygmotor. Sedan 2011 är han partner på pr-byrån Brunswick.
Som ung var han ordförande för MUF i Östergötland och var senare vice ordförande i MUF på riksplanet när Beatrice Ask var ordförande. Han har även suttit i kommunfullmäktige i Linköping. När han 1986 började arbeta med pr slutade han med den aktiva politiken men återkom 2011 då han utsågs till ordförande för Moderaterna i Stockholm, en post han hade till 2015.
Henry Sténson var under 2009-2010 Sveriges bäst betalda PR-konsult enligt branschtidningen Resumé.
2012 utsågs han till ordförande för Dagens Samhälle. 2018 utsågs han till ledamot av Jägareförbundets nationella styrelse. 2019 tillträder han som ledamot i Svenskar i Världen.